# Diatora prodeniae
Diatora prodeniae är en stekelart som beskrevs av William Harris Ashmead 1904. Diatora prodeniae ingår i släktet Diatora och familjen brokparasitsteklar. Inga underarter finns listade i Catalogue of Life.